# 野上淳史
野上 淳史（のがみ あつし、男性、1986年10月25日 - ）は、青森県出身のプロバスケットボール選手である。ポジションはフォワード。184cm、72kg。

## 来歴
八戸西高校から、岩手大学に進み、卒業後はクラブチームの八戸クラブでプレー。
2011年、bjリーグドラフト会議にて育成4位で岩手ビッグブルズに指名されプロ契約を結ぶ。
2012年、岩手ビッグブルズを契約満了となり退団。トライアウトを経て仙台89ERSに入団した。
2014年、福島ファイヤーボンズに入団。主将として活躍。
2018年、東京サンレーヴスに移籍。

## 経歴
- 八戸西高校 - 岩手大学 - 八戸クラブ（2009年〜2011年） - 岩手ビッグブルズ（2011年〜2012年） - 仙台89ERS（2012年〜）　-福島ファイヤーボンズ（2014年～） - 東京サンレーヴス（2018年～）